# Cessna 180
El Cessna 180 es un avión monomotor de propósito general, equipado con tren de aterrizaje convencional y capacidad para entre 4 y 6 pasajeros; siendo fabricado entre 1953 y 1981. Aunque el modelo ya no se fabrica, muchas de sus unidades aún se emplean en aviación privada o en vuelos a lugares extremos.

## Historia de la producción
Cessna presentó el mayor y más potente 180 como complemento del Cessna 170. Se fabricaron un total de 6193 Cessna 180 en todas sus versiones. En 1956 Cessna presentó una versión con tren de aterrizaje en forma de triciclo, denominada Cessna 182 "Skylane". Adicionalmente, en 1960 fue introducida una versión aún más larga y potente del 180, el Cessna 185 Skywagon. Durante un tiempo se fabricaron las tres versiones de manera simultánea. Aunque el 182 con tren "triciclo" supuso un descenso en los pedidos del 180, este modelo continuó siendo valorado por sus capacidades como avión utilitario.

## Diseño
El fuselaje del 180 es íntegramente de metal, construido en aleación de aluminio y de estructura semi-monocasco. El tren de aterrizaje es convencional, con las barras principales fabricadas en acero y una rueda auxiliar maniobrable.
En el modelo de 1953 se instaló un motor Continental O-470-A de 168 kW (225 CV), que no contaba con escotilla de equipaje. En las versiones de 1954 y 1955 se montó un motor Continental O-470-J de igual potencia, y éste fue sucedido por el O-470-K (1956-1961), el O-470-R (1962-1972), el O-470-S (1973-1976) y el O-470-U (1977-1981).
Los Cessna 180 producidos entre 1953 y 1963 tenían dos ventanas a ambos lados, y los de 1964 a 1981 tres a cada lado montadas en el mismo fuselaje del Cessna 185.
A algunos, -que no todos- de los 180 se les pueden incorporar flotadores. Los Cessna 180 con flotadores producidos entre 1975 y 1981 montaron la parte final del 185, mayor que la del 180 original.

## Historia operativa
El Skywagon es considerado la bestia de carga de la aviación, y es muy empleado en vuelos a lugares extremos y remotos como Alaska, el norte de Canadá, las islas del Pacífico o las selvas y desiertos de África. El 180 es también muy empleado para la vigilancia y control de los parques naturales, siendo ejemplos de ello la Colorado Division of Wildlife y el Montana Department of Natural Resources and Conservation.

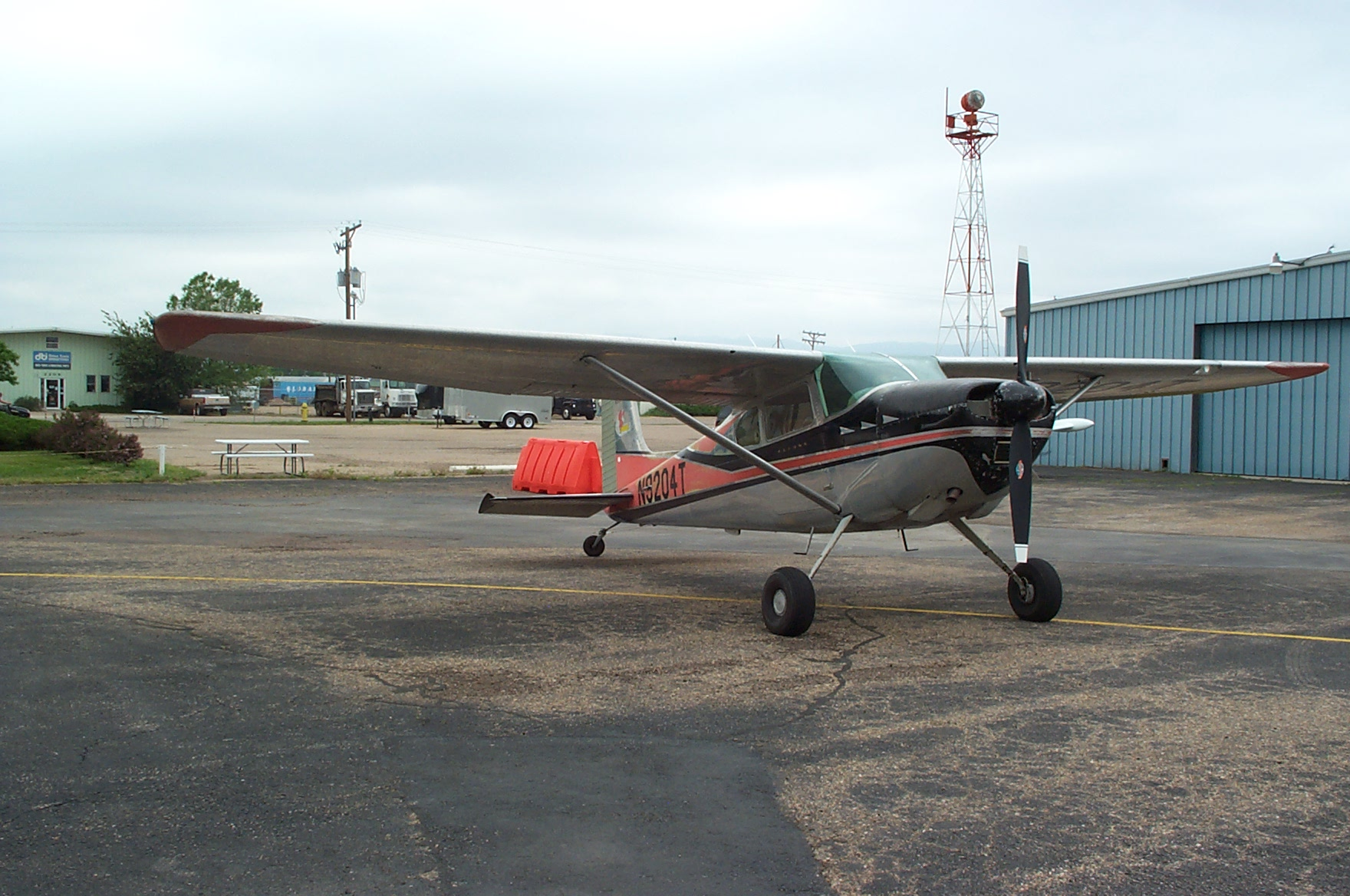
Cessna 180 Skywagon de 1960.

### Operaciones militares
Cierto número de Cessna 180 fueron desplegados en Vietnam como aviones de vigilancia con el Ala de Reconocimiento 161 ("Possum") de la Royal Australian Air Force. Otros operadores militares son El Salvador, Filipinas, Guatemala, Honduras, Israel, México, Nicaragua y Sudáfrica.

### Vuelo récord
El Cessna 180 ganó reconocimiento al ser escogido por Geraldine Mock en su viaje como primera mujer en dar la vuelta al mundo en avión. El vuelo tuvo lugar en 1964 con una unidad de 1953 llamada "Spirit of Columbus" y de matrícula N1538C. El avión se encuentra en exposición en el Museo Nacional del Aire y el Espacio.

## Especificaciones (Cessna 180 Skywagon 1953)

### Características generales
- Tripulación: 1 piloto.
- Capacidad: 3 pasajeros.
- Longitud: 8 m (26,2 ft)
- Envergadura: 11 m (36 ft)
- Altura: 2,3 m (7,5 ft)
- Superficie alar: 16,2 m² (173,9 ft²)
- Peso vacío: 690 kg (1520,8 lb)
- Peso máximo al despegue: 1158 kg (2552,2 lb)
- Planta motriz: 1× motor de cilindros opuestos enfriado por aire Continental O-470-A.
  - Potencia: 168 kW (225 HP; 228 CV)
- Hélices: 1× tripala o bipala por motor.

### Rendimiento
- Velocidad máxima operativa (Vno): 267 km/h (166 MPH; 144 kt)
- Alcance: 1247 km (673 nmi; 775 mi)
- Alcance en combate: km
- Techo de vuelo: 6096 m (20 000 ft)
- Régimen de ascenso: 5,8 m/s (1150 ft/min)